# 무시류
무시류(無翅類)는 날개가 없는 곤충을 가리킨다. 분류학에서 무시아강(無翅亞綱, Apterygota)으로 분류한다. 처음으로 화석에서 나타나는 것은 데본기 기간인 4억 1700만 년에서 3억 5400만 년 전이다. 무시류는 하나의 계통군이 아닌 측계통군이며, 현대 계통학적 체계에는 맞지 않는다. 무시류는 돌좀목과 좀목으로 나뉜다. 좀목은 유시류와 함께 쌍관절구류에 속하며, 쌍관절구류는 돌좀목을 제외한 모든 곤충을 포함한다.
이 무시류 곤충의 님프(Nymph, en)는 탈피 과정을 거의 거치지 않거나 아예 거치지 않으며, 어른벌레와 모습이 닮은 무변태 곤충이다.

## 특징
무시류의 가장 큰 특징 중 하나는 날개 없는 원시적인 곤충이라는 점이다. 벼룩과 같은 곤충 또한 날개가 없기는 하지만, 이러한 곤충들은 날개가 원래 있는 곤충에서 진화하면서 날개가 사라졌다. 이와는 반대로 무시류는 날개가 아직 생기기 전 고대의 곤충 목에서 갈라져 나온 종들이다. 하지만 무시류는 높은 곳에서 활공할 수 있는 능력을 지니고 있다. 연구자는 이를 이후 날개 달린 곤충들이 동력을 가지고 나는 행동의 진화적 토대가 되었을 것이라고 주장한다.
또한 무시류는 다른 곤충들과는 다른 원시적인 특징이 많다. 수컷은 짝짓기 중 체내 수정이 아닌 정협(精莢, spermatophore)을 배출한다. 알에서 부화한 미성숙 개체는 어른벌레와 유사하게 생겼고, 특별한 탈피 과정을 거치지 않으며, 님프 단계 또한 분명하지 않다. 무시류는 생식 능력을 얻을 때까지 탈피를 여러번 하고, 여러 영(齡)을 거친다.
무시류는 배 부분에 작고 갈라지지 않은 부속기관이 달려있는데, 이를 'styli'라 한다. 이 기관은 이동하는 데는 아무 역할을 하지 않는다. 또한 배 부분에 한 쌍의 미엽(尾葉)과 하나의 꼬리와 같은 꼬리마디(telson) 혹은 'caudal filament'라 불리는 기관이 있다.
유시류(날개 달린 곤충)은 배아 발달 과정 중 양막이 닫혀있지만, 무시류는 곤충 종에 따라 다르다. 돌좀목 종들은 양막이 닫히지 않아있고, Trigoniophthalmus는 아예 양막이 없다. 좀목의 경우 Thermobia domestica와 Lepisma saccharina와 같은 종은 양막구멍(amnipore)라는 작은 관을 통해 양막이 열려있지만, Ctenolpisma lineata와 같은 다른 종은 양막이 닫혀있다.

## 분류 역사
무시류의 분류와 구성은 시간이 지나며 달라졌다. 20세기 중반에는 톡토기목, 낫발이목, 좀붙이목, 좀목와 같이 4개 목을 하위 분류하였다. 분지학 방법이 더욱 엄격해지고 이 하위 분류는 사실 측계통군이었음이 밝혀졌다. 앞에서 말한 첫 세 목은 단계통군인 내구강에 속하게 되었고 좀목은 유시류에 더 가깝다고 분류되기 시작했다. 이 좀목과 유시류가 측계통군임을 보여준 가장 주요한 공유파생형질은 내구강, 다지류, 갑각류 등 생물의 더듬이를 연결하는 더듬이 내재근이 없다는 없다는 사실이었다. 따라서 더듬이 근육이 없다는 뜻인 'Amyocerata'라는 분류가 사용되기도 했다.
하지만 오늘날 좀목은 돌좀목 보다는 유지류 곤충에 더욱 유사하다고 여겨진다. 따라서 더듬이 근육이 없는 무지류는 더욱 더 측계통군으로 간주되고 좀류는 두 다른 단계통군으로 분류된다.

## 하위 분류
- 돌좀목 (Archaeognatha)[2]
- 좀목 (Zygentoma)
- Tricholepidion[1]
- † Cercopoda